# Stephen B. Levine
Stephen B. Levine, född 1942, är en amerikansk psykiater och professor, känd för sitt arbete inom sexuell och könsrelaterad medicin. Han har bidragit till utvecklingen av riktlinjer för vård av transpersoner och har haft en ledande roll i arbetet med Standards of Care version 5 (SOC5) för World Professional Association for Transgender Health (WPATH). Levine är numera medlem i SEGM (Society for Evidence-Based Gender Medicine) och är nära involverad i Genspect, där han arbetar med frågor kring evidensbaserad vård för könsdysfori.
Stephen B. Levine har skrivit flera vetenskapliga artiklar och böcker inom området sexuell hälsa och terapi. Hans forskning och kliniska arbete har haft stort inflytande på hur könsdysfori och relaterade frågor behandlas.

## Verk (urval)
- Sexual Life: A Clinician’s Guide (1992)
- Demystifying Love: Plain Talk for the Mental Health Professional (2006)